# Dave Thomas
David William „Dave” Thomas (ur. 20 maja 1949 w St. Catharines) – kanadyjski aktor.

## Filmografia
aktor
- Second City TV (1976-1981) jako Angus Crock/Lee A. Iacocca/Inne role (1976-1981)
- Home to Stay (1978) jako Petrie
- Riel (1979) jako Cdn. Captain
- SCTV Network 90 (1981-1983) jako on sam/Doug McKenzie/różne role (1981-1982)
- Szarże (Stripes, 1981) jako M.C
- The Last Polka (1984) jako narrator
- Sesame Street Presents: Follow that Bird (1985) jako Sam Sleaze
- Przeprowadzka (Moving, 1988) jako Gary Marcus
- Andrea Martin... Together Again (1989) jako Tex Boil
- Boris and Natasha (1992) jako Boris Badenov
- Raw Toonage (1992) jako Różne głosy (głos)
- Zimny pot (Cold Sweat, 1993) jako Larry
- Grace w opałach (Grace Under Fire, 1993-1998) jako Russell Norton
- Kidz in the wood (1996) jako Tom Foster
- Wyścig szczurów (Rat Race, 2001) jako Harold Grisham
- The New Beachcombers (2002) jako Dave MacGonigal
- Fancy Dancing (2002) jako Wujek Billy
- Beethoven 5 (Beethoven's 5th, 2003) jako Freddy
- Mój brat niedźwiedź (Brother Bear, 2003) jako Rutt (głos)
- Trial and Error: The Making of Sequestered (2003) jako Pan Finney
- Love on the Side (2004) jako Red
- Nieostry dyżur (Intern Academy, 2004) jako Dr. Omar Olson
- A Beachcombers Christmas (2004) jako Dave MacGonigal
- Zły święty (Santa's Slay, 2005) jako Pastor Timmons
- The Aristocrats (2005) jako on sam
- Mój brat niedźwiedź II (Brother Bear 2, 2006) jako Tuke (głos)

reżyser
- The Experts (1989)
- Pościg za mamuśką (Ghost Mom, 1993)
- Pet Star  (2003)
- Nieostry dyżur (Intern Academy, 2004)

scenarzysta
- Second City TV  (1976-1981)
- SCTV Network 90  (1981-1983)
- Szpiedzy tacy jak my (Spies Like Us, 1985)
- Pościg za mamuśką (Ghost Mom, 1993)
- Girl  (2001)
- Pet Star  (2003)
- Nieostry dyżur (Intern Academy, 2004)
- This Is America  (2005)